# دیابرینو
دیابرینو (به لاتین: Dyabrino) یک منطقهٔ مسکونی در روسیه است که در استان آرخانگلسک واقع شده‌است.